# Amoi Brown
Amoi Brown (* 11. Januar 1999) ist eine jamaikanische Hürdenläuferin, die sich auf den 100-Meter-Hürdenlauf spezialisiert hat.

## Sportliche Laufbahn
Erste internationale Erfahrungen sammelte Amoi Brown bei den CARIFTA Games 2017 in Willemstad, bei denen sie in 13,44 s die Goldmedaille über 100 m Hürden in der U20-Altersklasse gewann. Anschließend belegte sie bei den U20-Panamerikameisterschaften in Trujillo in 13,52 s den vierten Platz und gewann mit der jamaikanischen 4-mal-100-Meter-Staffel in 44,92 s die Silbermedaille. Im Jahr darauf siegte sie bei den CARIFTA Games in Nassau in 13,15 s erneut im Hürdenlauf und in 44,73 s auch im Staffelbewerb. Anschließend schied sie bei den U20-Weltmeisterschaften in Tampere mit 13,52 s im Halbfinale über 100 m Hürden aus. Bei den IAAF World Relays 2019 in Yokohama trat sie in der Hürden-Pendelstaffel im Vorlauf an und ging im Finale nicht mehr an den Start. 2025 startete sie im 60-Meter-Hürdenlauf bei den Hallenweltmeisterschaften in Nanjing und belegte dort in 8,07 s den achten Platz.

## Persönliche Bestzeiten
- 100 m Hürden: 12,51 s (0,0 m/s), 4. August 2023 in Bern
  - 60 m Hürden: 7,80 s, 1. März 2025 in Spanish Town